# Каскаскија (Илиноис)
Каскаскија (енгл. Kaskaskia) град је у америчкој савезној држави Илиноис.

## Демографија
По попису из 2010. године број становника је 14, што је 5 (55,6%) становника више него 2000. године.
| Група             | 2000.     | 2010.      |
| Белци             | 7 (77,8%) | 10 (71,4%) |
| Афроамериканци    | 0 (0,0%)  | 0 (0,0%)   |
| Азијати           | 0 (0,0%)  | 0 (0,0%)   |
| Хиспаноамериканци | 2 (22,2%) | 4 (28,6%)  |
| Укупно            | 9         | 14         |